# Grande-Terre (Guadalupe)
La isla Grande-Terre (en francés: île de Grande-Terre, que en español es Gran Tierra o Tierra Grande) es la segunda de las dos mayores islas del departamento de ultramar francés de Guadalupe. Está separada de su hermana mayor, Basse-Terre, por un estrecho canal llamado Rivière Salée, es una isla calcárea que en su centro es una meseta árida, que posee 594,98 km² de superficie y una población en 2009 de 197.603 habitantes, viviendo en 10 comunas o municipalidades.
En el litoral sur de esta isla se sitúan las playas y hoteles que atraen el turismo a Guadalupe. La isla tiene igualmente la mayor parte de la tierra utilizada para la agricultura en el territorio.

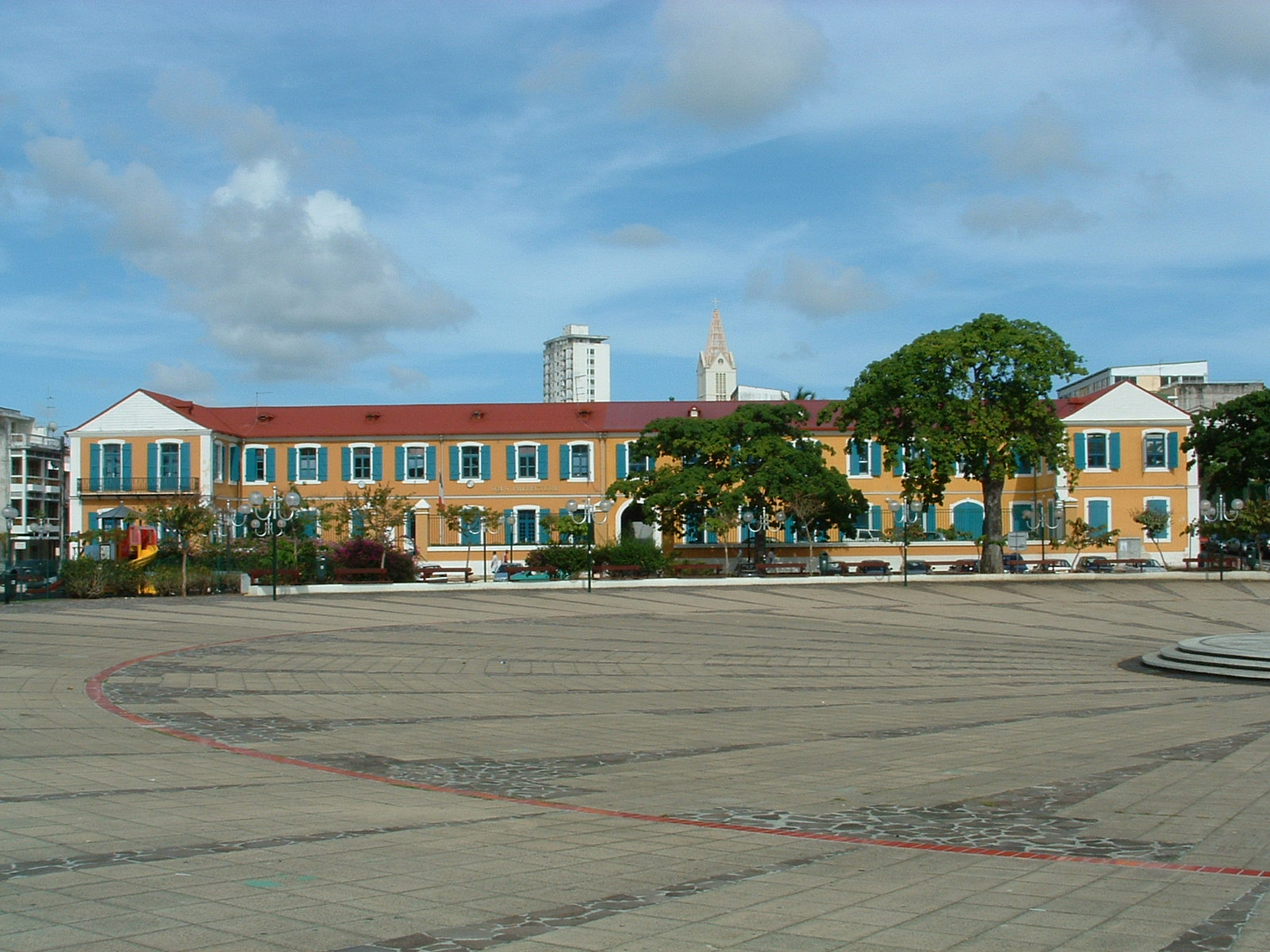
Pointe-à-Pitre, la ciudad más importante
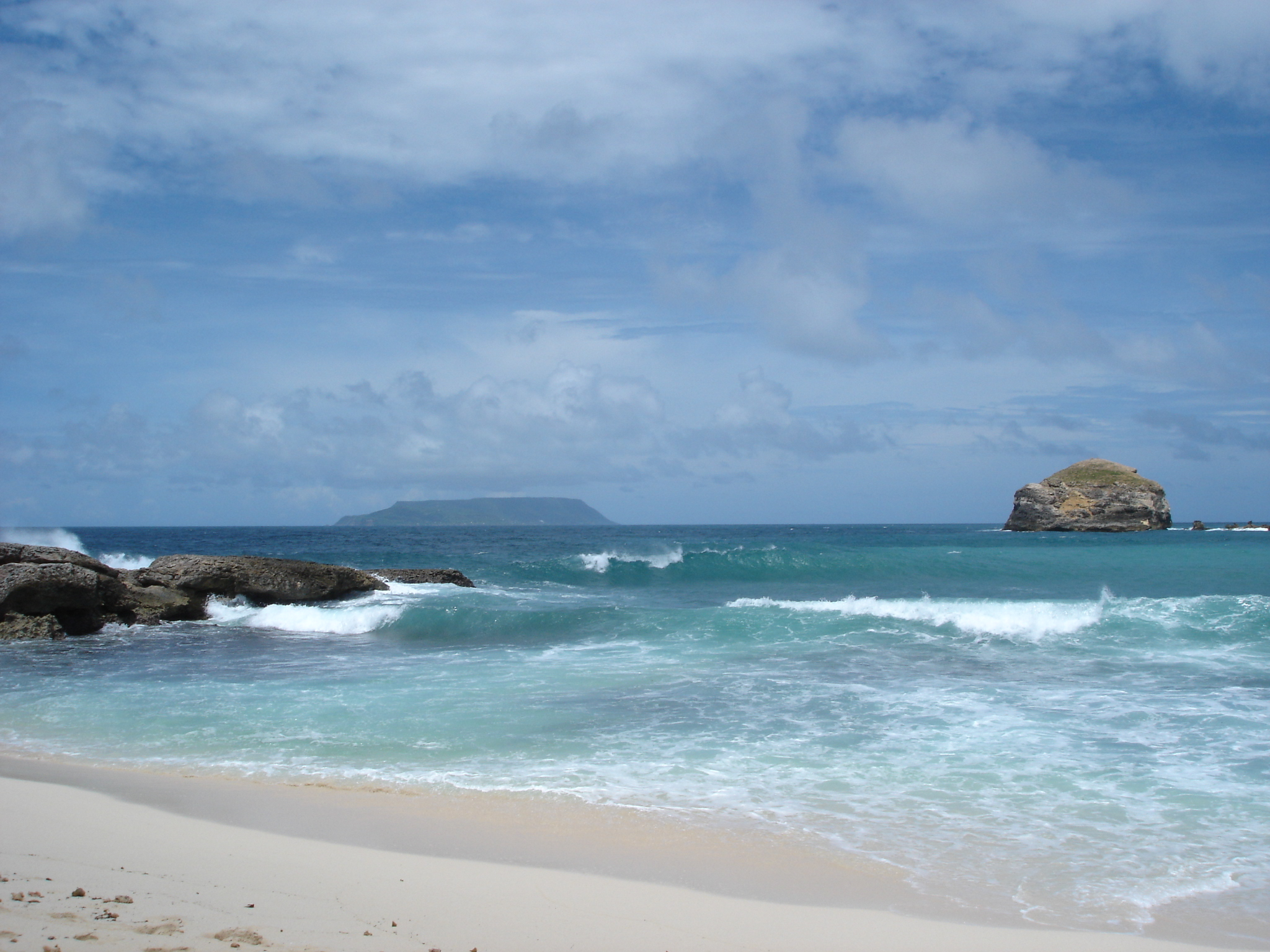
Playa de Grande-Terre
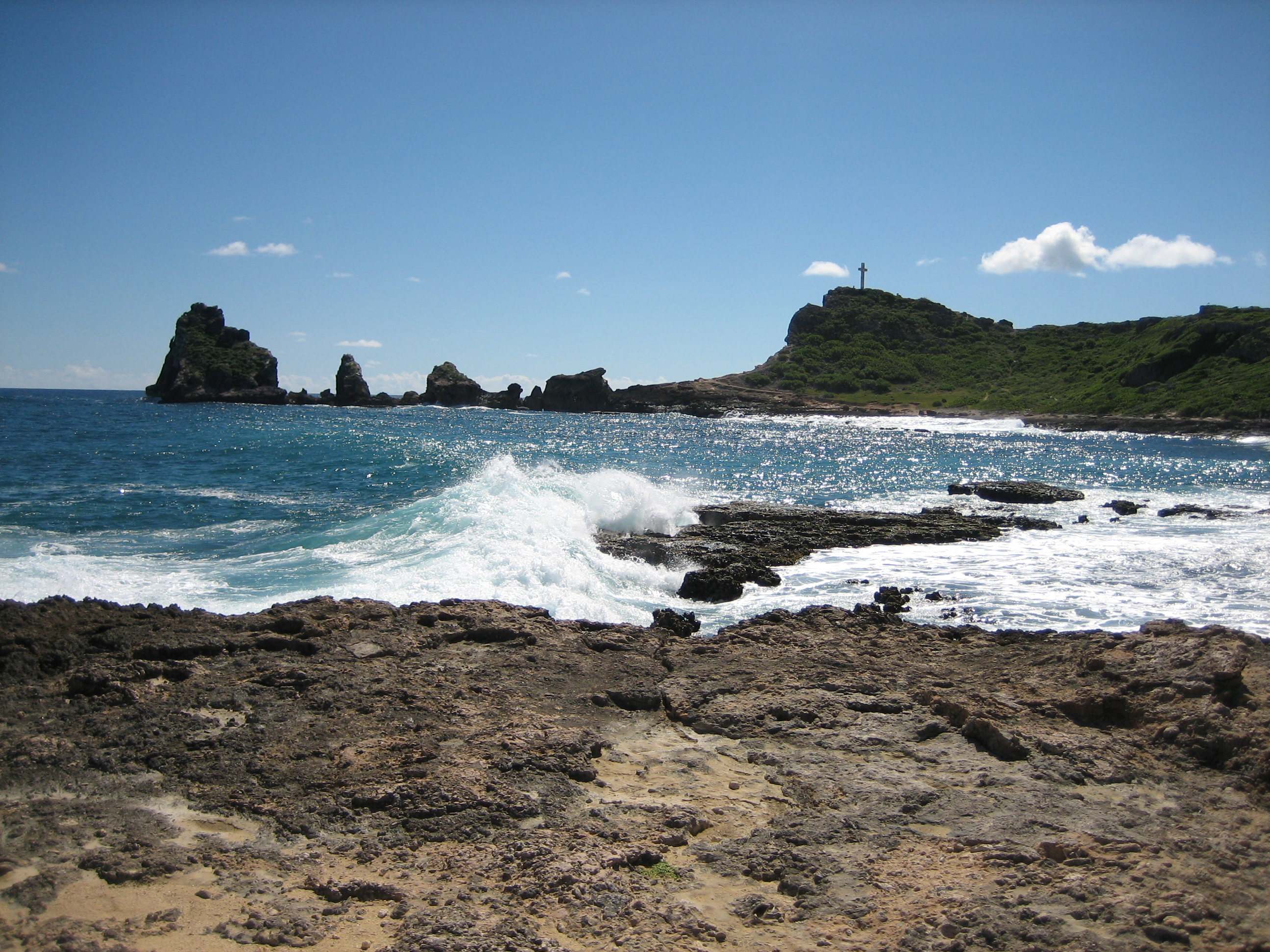
La Punta de los Castillos
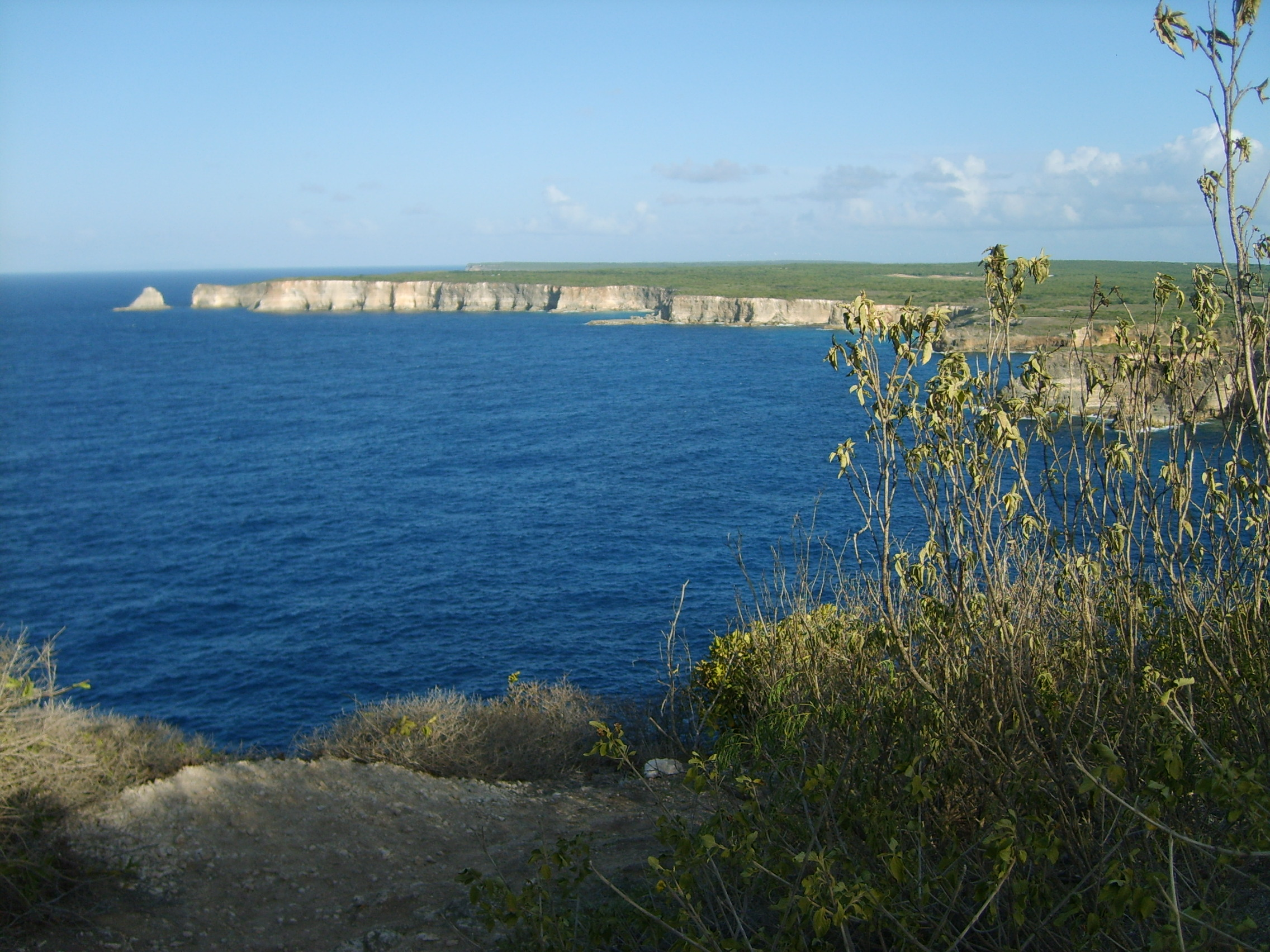
La Punta de la Grande Vigie